# Медичні сили Збройних Сил України
Медичні сили Збройних Сил України (раніше медична служба ЗСУ, МСл ЗСУ) — рід сил у складі Збройних Сил України для медичного забезпечення військ (сил) в мирний і воєнний час. Організаційно складається з органів управління і різноманітних медичних підрозділів, частин і закладів. Дана служба має необхідні сили і засоби, що дозволяють здійснювати лікувально-профілактичні, санітарно-гігієнічні і протиепідемічні заходи, кваліфіковану і спеціалізовану медичну допомогу, а також евакуацію поранених і хворих.

## Історія

### За років Визвольних змагань та Радянської України (ХХ ст.)
З 18 травня 1917 року в Україні діяв медико-санітарний відділ, як структурна частина Генерального військового комітету (прообраз Військового міністерства), затверджений 1-м Всеукраїнським з'їздом. Його очолив Дмитро Одрина, який таким чином став першим керівником всієї військово-медичної служби молодої Української держави.
12-14 жовтня 1917 року в Києві пройшов Всеукраїнський з'їзд військових лікарів. Результатом роботи форуму стало створення Генерального воєнно-санітарного управління. Його головою став лікар Дмитро Одрина, який до цього очолював медико-санітарний відділ при Генеральному військовому комітеті. Основною задачею цього управління було об'єднання всіх військово-медичних сил фронту і тилу у єдину систему. В основу становлення і діяльності був закладений принцип колегіальності і виборчого права.
У січні 1918 року, після проголошення незалежності Української Народної Республіки, Генеральний секретаріат військових справ був реформований у новий орган управління військовою медициною — Головне санітарне управління. Відбулися кадрові зміни в уряді Центральної Ради, що відобразилось як на кадровій політиці так і на системі роботи. Зокрема в армії впроваджується жорстке адміністрування на зміну демократичним принципам (виборчому праву, гласності та ін.). Не згідний з цим Дмитро Одрина полишає пост начальника Генерального санітарного управління. Недовгий час санітарний відділ Воєнного генерального секретаріату очолював лікар Орловський. Посаду начальника управління спочатку тимчасово (у лютому), а пізніше постійно (з 21 березня 1918 р.) займає Яків Карабай. Вирішенням багатьох завдань, у новоствореному управлінні займались наступні відділи: загальний, санітарно-гігієнічний, евакуаційно-демобілізаційний, фармацевтичний, господарський і персональний. Помічником начальника управління 25 квітня 1918 року був призначений лікар Андрій Журавель. Розміщувалось Головне військово-санітарне управління за адресою Хрещатик, 3.
Одразу ж після гетьманського перевороту була проведена реорганізація міністерств по старим російським зразкам, і ключові пости в адміністративному і військовому апаратах зайняли ті ж чиновники, що і до 1917 року. Не стала винятком і військова медицина. Наказом військового міністра отамана Олександра Рогози по армії української Держави від 5 червня 1918 року начальником Головного військово-санітарного управління замість Якова Карабая призначався генеральний значковий Федір Яницький. Лікар Яницький, ще до революції займав пост начальника військово-санітарного управління Київського військового округу. Будучи українцем за походженням, розділяв погляди проросійськи налаштованих офіцерів у армії гетьмана Скоропадського. Зокрема, Яницьким та його однодумцями був підготовлений наказ № 416, за яким було заборонено залишатися на військово-медичній службі так названим «некадровим» лікарям, що були призвані на службу до армії вже під час Першої світової війни. Таким чином здійснювався наступ на багатьох військовиків-українців, що відбудовували армію за Української Народної Республіки.
Станом на листопад 1918 року українська армія була забезпечена у 10600 ліжкомісць в шпиталях у восьми корпусних районах дислокації. Всього у розпорядженні Військового відомства на теренах України знаходилось 14 постійних шпиталів, 26 тимчасових, 11 дезінфекційних загонів, 3 постійних (у Києві, Харкові, Одесі) і 4 тимчасових аптечних магазини (склади), 35 санітарних поїздів.
З кінця 1918 до початку 1921 року включно медично-санітарну службу військ УНР очолювали Василь Совачів, Олександр Даїн, Юрій Добриловський. Помітну роль у становленні тогочасного українського війська та відповідно військової медицини відіграв і військовий лікар Іван Луценко.
У той же період, з формуванням у січні 1919 року Ради народних комісарів Української РСР у Харкові, медична служба з їхньої сторони була представлена Головним військово-санітарним управлінням яке очолила лікарка Раїса Азарх.
У грудні 1920 року, з утворенням Збройних сил України та Криму, першим керівником санітарної частини армії (даного формування), став Сергій Бурштин. Пізніше, з утворенням Українського військового округу, Сергій Бурштин продовжував керувати санітарною частиною аж до початку 1926 року. Хто був начальником Військово-санітарного управління після нього достеменно не відомо. В 1928 році медичну службу округу вже очолював лікар Борис Суслов. Можливо він і є наступником на посаді після Сергія Юхимовича. У 1930-х роках Суслов, як і багато інших радянських військовиків того часу, став жертвою сталінського Великого терору.
На травень 1935 року, з відновленням декількох військових округів на теренах України (Київський, Харківський і з 1939 р. Одеський), керівництво медичною службою тут було представлене вже виключно у вигляді розрізнених санітарних управлінь даних округів, що у єдиній системі підпорядковувались Головному військово-медичному управлінню медичної служби РСЧА (пізніше Радянської армії) у Москві.

### Відновлення та становлення (1992—2002)
Після відновлення незалежності у 1991 році Україна отримала всю громіздку машину військово-медичного забезпечення Збройних Сил СРСР на своїй території.
Для створення української військової медицини необхідним було реформування медичної служби трьох військових округів (Київського, Одеського, і Прикарпатського) та частин, з'єднань і об'єднань Військово-Повітряних Сил, військ Протиповітряної оборони, 43-ї ракетної армії, Залізничних військ, військово-будівельних органів та Чорноморського флоту на теренах України у єдину медичну службу ЗС України. Медичні служби зазначених вище військових об'єднань були самостійними і підпорядковувались начальникам тилу військових округів, а зі спеціальних питань — Центральному військово-медичному управлінню МО СРСР (ЦВМУ). Постачання медикаментів і медичного майна було повністю централізованим і також залежало від рішень ЦВМУ МО СРСР.
На вимогу директиви МО України від 14.02.1992 року на базі медичної служби Київського військового округу було сформовано Управління медичного забезпечення штабу Тилу ЗС України, що надалі (12.09.1992) було перейменовано у Військово-медичне управління штабу Тилу ЗС України. Основу управління склали офіцери, що служили раніше в управлінні військово-медичної служби Київського військового округу: начальник медичної служби округу полковник м/с Георгій Циганок, головний терапевт і головний хірург округу полковники м/с Микола Вовкодав і Володимир Білий, підполковники м/с В. А. Баркевич, В. Л. Пашкович, А. В. Люцкевич, А. К. Токарь, А. П. Писаренко, полковники м/с запасу Костянтин Іваненко, Е. В. Попов та ін. Потім до них доєднались і деякі офіцери, які прибули з інших колишніх радянських республік: полковники м/с Володимир Пасько, А. С. Кухленко, підполковник м/с Л. К. Давидюк. Всього у штаті управління було 25 офіцерських посад і 7 службових.
Першим начальником нового управління став полковник м/с Георгій Циганок. З 16 листопада 1993 року Військово-медичне управління штабу Тилу ЗС України очолив полковник м/с Анатолій Лурін. У травні 1994 року Військово-медичне управління Тилу ЗС України було переформовано у Центральне військово-медичне управління Тилу ЗС, а з 20 жовтня 1994 року — у Головне військово-медичне управління (ГВМУ) Генерального штабу ЗС України чисельністю 39 військовослужбовців (генералів — 2, офіцерів — 36, прапорщиків — 1) та 48 працівників ЗС України.
Наказом Міністра оборони України Валерія Шмарова № 250 від 20 жовтня 1994 року «Про проведення організаційних заходів у Збройних Силах України» Центральне військово-медичне управління Тилу ЗС України було виведено зі складу тилу і переформовано у Головне військово-медичне управління Генерального штабу Збройних сил України (ГВМУ ГШ ЗС України) і підпорядковано його начальнику.
Тим же наказом в апараті Міністра оборони України створювалось Управління охорони здоров'я військовослужбовців (чисельністю 3 військовослужбовці та 11 працівників ЗС), начальником котрого було призначено доктора медичних наук, професора Геннадія Апанасенка. Таким чином, було розділено керівництво військово-медичною службою і охороною здоров'я військовиків. Перше підпорядковувалось Генеральному штабу, друге — Міністерству оборони. Проте, дане управління невдовзі було розформовано.
З 17 жовтня 1994 року начальником Центрального, а далі Головного військово-медичного управління ГШ ЗС України був призначений доктор медичних наук, професор, полковник м/с Володимир Білий. На той час стало очевидним, що медична служба не може залишатися без змін, коли вони вже відобразились на структурі і чисельності Збройних сил України.
Негативним явищем тих років, було необхідне скорочення чисельності військово-медичних частин і закладів. Скорочення чисельності медичної служби відбувалось в основному за рахунок скорочення санаторіїв і будинків відпочинку, інших закладів, що не мали життєво важливого значення для військово-медичної служби. Виправданою була і передача десятків дитячих садочків, що перебували на балансі військово-медичної служби, в систему місцевих органів влади. у результаті чого, до 2001 року було скорочено 128 військово-медичних частин, 17 тисяч цивільних посад і 350 військових, а загальна чисельність особового складу медичної служби ЗС України зменшилась на 62 %.

### Період реформувань (2003—2013)
Наприкінці 2003 року, у зв'язку з посиленням цивільного контролю над діяльністю ЗС України, Головне військово-медичне управління МО України було перейменовано у Департамент охорони здоров'я (ДОЗ) МО України. Генерал-лейтенант м/с Володимир Білий звільнився з армії, на його посаду призначено цивільного керівника (директором) — Володимира Юрченка. Така політика призвела до того, що невдовзі, посади, які раніш займали офіцери медичної служби були перетворені на такі, що могли займатися цивільними спеціалістами (часто тими ж звільненими у відставку офіцерами). Що у свою чергу було негативним явищем, багато перспективних офіцерів позбувались можливості кадрового зростання в управліннях медичної служби.
В червні 2006 року директором Департаменту охорони здоров'я МО України призначений генерал-майор м/с Петро Мельник.
Показником роботи Департаменту у той період стала низка підготовлених наказів. Найпоказовішим з яких є наказ МО України № 678 від 24.11.2006 р. «Про затвердження Програми розвитку системи медичного забезпечення ЗС України на 2006—2011 роки» були затверджені основні заходи і показники фінансування медичної служби. Серед них найважливіші: переформування Центральних військових клінічних госпіталів ОК у Військово-медичні клінічні центри (ВМКЦ) регіонів (Західного, Центрального, Південного, Північного, Кримського) і Головного з визначенням територіальних зон відповідальності; створення при ВМКЦ регіонів п'яти Військових мобільних госпіталів (ВМГ); створення при ДОЗ МО України Вченої медичної ради; створення при ВМКЦ регіонів евакуаційно-транспортних відділень (по 10 спеціальних автомобілів); створення авіаційно-транспортного підрозділу санітарної авіації тощо.
Протягом 2007 року відповідно до Концепції розвитку військової медицини в Збройних силах України на базі п'яти військово-медичних клінічних центрів у містах Севастополь, Вінниця, Одеса, Харків і Львів були сформовані п'ять окремих військових частин — 57-й, 59-й, 61-й, 65-й і 66-й військові мобільні госпіталі (ВМГ).
На початку 2008 року в рамках реалізації «Програми розвитку системи медичного забезпечення ЗС України на період до 2011 року» в складі 456-ї авіаційної транспортної бригади, яка дислокується у Вінницькій обл., завершено формування змішаного авіаційно-транспортного підрозділу санітарної авіації. У його складі — авіаційний загін пошуково-рятувального і санітарно-транспортного забезпечення (4 літака Ан-26) і дві вертолітних санітарно-транспортні ланки (6 вертольотів Мі-8).
10 січня 2009 року Наказом МО України № 3 новим директором ДОЗ МО України призначається генерал-майор м/с запасу Петро Сирота. У цей же час, директивою МО України від 29 грудня 2008 р., паралельно з функціонуванням ДОЗ МО України, вводиться новий структурний підрозділ — Військово-медичне управління (ВМУ) МО України, чисельністю 10 військовослужбовців і 33 працівники ЗС України. Усі заклади охорони здоров'я, безпосередньо підпорядковані ДОЗ, передаються у підпорядкування ВМУ МО України. У військовій медицині України встановлюється двовладдя. Разом з тим 4 червня 2009 директивою МО України від 26 травня 2009 р., формується третій вищий орган управління медичною службою Головне військово-медичне управління (ГВМУ) ЗС України, що утримується чисельністю 69 військовослужбовців та 67 працівників ЗС України. у червні 2009 р. було здійснено прийом-передачу закладів та підрозділів охорони здоров'я ЗС України від ВМУ МО України до ГВМУ ЗС України.
Наказом МО України від 31.08.2009 р. № 435, до центрального апарату МО України включається новий вищий орган управління медичною службою — Військово-медичний департамент (ВМД) МО України чисельністю 10 військовослужбовців та 55 працівників. У грудні 2009 року заклади і підрозділи охорони здоров'я безпосереднього підпорядкування від ГВМУ ЗС передаються до ВМД МО України, що визначені його правонаступником.
Наказом МО України № 522 від 15.10.2009 р. тимчасове виконання обов'язків директора ВМД МО України було покладено на полковника м/с Сергія Петрука, а з 5 жовтня 2010 р. наказом № 2 МО України, він призначений вже директором Військово-медичного департаменту МО України — начальником медичної служби ЗС України. Згодом усі паралельні вищі органи медичною службою розформовуються: 30 листопада 2009 р. — ДОЗ МО і ВМУ МО України, а 26 лютого 2010 р. — ГВМУ ЗС України.
Проте, невдовзі полковник м/с Сергій Петрук залишає посаду директора ВМД МО України — начальника медичної служби ЗС України і у квітні 2010 року переводиться на посаду начальника ВМКЦ Центрального регіону. Тимчасове виконання обов'язків директора ВМД МО України покладається на заступника директора Жаховського В. О.
Згодом, відповідно до вимог наказу МО України від 19.11.2010 р. № 609, для тимчасового виконання обов'язків директора ВМД МО України призначається полковник м/с запасу Рафік Камалов — начальник Центральної стоматологічної поліклініки МО України. На посаду директора ВМД МО України — Головного державного санітарного лікаря МО України Р. Х. Камалов призначається тільки 13.09.2011 (наказ МО України № 286).
На початку 2011 року у Генштабі ЗС України було створено ще один вищий орган управління медичною службою — Центральне військово-медичне управління Збройних сил України (ЦВМУ ЗСУ). Керівником управління призначено полковника м/с Віталія Андронатія. Головною метою створення ЦВМУ ЗС України стала необхідність планування і здійснення медичного забезпечення ЗС України у мирний час та особливий період.
Проте основною проблемою стало розмежування функцій та завдань між ВМД МО України і ЦВМУ ЗС України. Незважаючи на вимоги Указу Президента України від 06.04.2011 р. № 406/2011 «Про Положення про міністерство оборони України та Положення про Генеральний штаб Збройних Сил України», де основні завдання системи медичного забезпечення розмежовані між двома органами управління, все-ж кінцевого розуміння функцій, завдань та обов'язків досягти не вдалось.
Незважаючи на проблеми з організацією управління медичною службою, продовжуються перепризначення керівних осіб. Так, 27 березня 2012 року до тимчасового виконання обов'язків директора ВМД МО України було призначено Геннадія Рожкова, який вже 26 квітня 2012 року був переведений на іншу посаду. А тимчасове виконання обов'язків директора ВМД МО України було покладено на заступника директора — Віктора Жаховського.
На початку 2013 року тимчасово виконуючим обов'язки директора ВМД МО України призначено полковника м/с Ігоря Данильчука, директором ж буде призначений у червні 2013 року. Того ж червня у ЦВМУ ЗС також було призначено нового керівника — полковника м/с Юрія Клівенка. Попередній керівник управління — полковник м/с Віталій Андронатій буде перепризначений заступником директора ВМД МО України, а у грудні того ж року Наказом Міністра оборони України від 26.12.2013 № 416 призначений вже Директором ВМД МО України (головним державним санітарним лікарем МО України).

### Діяльність під час війни на сході України
З 1991 по 2014 роки в Україні фактично функціонувала військово-медична доктрина УРСР-СРСР, яка передбачала діяльність усіх військово-медичних закладів держави у мирних умовах.
Весна 2014 р. з окупацією Кримського півострова, Збройні сили України втратили лікувальні, оздоровчо-профілактичні і санітарно-гігієнічні заклади. У місті Севастополь — ВМКЦ Кримського регіону, 57-й мобільний ВГ, 540-й центральний ВГ, 1030-й санітарно-епідеміологічний загін. У Сімферополі — 4-й санітарно-епідеміологічний загін та 386-й базовий ВГ ім. Святителя Луки. Центри медичної реабілітації та санаторного лікування у Судаку, «Крим» (смт Партенід), «Феодосійський» (м. Феодосія) та дитячий санаторій у Євпаторії.
Червень 2014 року — у Збройних Силах України некомплект санітарних автомобілів складає 595 одиниць, а той парк санітарних автомобілів, який зараз є, здебільшого застарілий. У серпні того ж року відповідно до приписів Міністерства оборони України, при Полтавському обласному військовому комісаріаті із мобілізованих створюється 8-ма окрема автомобільна санітарна рота (ОАСР). Навчання водії-санітари проходили у м. Полтава на базі 179-го навчального центру військ зв'язку. У Хмельницькому, створюють аналогічну 7-му роту.
У лютому 2015 року новим директором Вйськово-медичного департаменту МО України (Головним державним санітарним лікарем МО України) призначено полковника м/с Андрія Вербу який був одним з перших військових медиків у зоні АТО і зокрема першим провів хірургічну операцію в польових умовах у зоні бойових дій. Наприкінці 2015 року змінило керівника і Центральне військово-медичне управління. Новим очільником став інший військовий хірург — полковник м/с Едуард Хорошун — який також неодноразово виїздив у складі польового госпіталю до зони проведення АТО.
Протягом 2014—2016 років у військових підрозділах Збройних Сил були відновлені посади: стрільців-санітарів у відділеннях, штатних санітарів у взводах, санітарних інструкторів у ротах. До штатів медичних пунктів батальйонів було введено посаду лікаря та броньовану евакуаційну техніку, збільшено чисельність середнього медичного персоналу, що дало можливість скоротити час до надання першої медичної допомоги та за часовим показником наблизити її до стандартів НАТО. Також було переформатовано структуру медичної роти бригади, яка за спроможністю наближена до аналогічних підрозділів країн-членів НАТО.
Серпень 2016 р. укомплектованість особовим складом закладів охорони здоров'я підпорядкованих Військово-медичному Департаменту Міноборони, становить: лікарі — 75,6 %, середній медичний персонал — 67,9 %. «В загальному медична служба ЗСУ укомплектована особовим складом: лікарі — 55 %, середній медичний персонал — 61 % та молодший медичний персонал — на 46 %», — додав полковник медслужби Хорошун. Жовтень — забезпеченість військових частин ЗС України медичним майном становить 90 %, лікарськими засобами — 87 %.
Медичні підрозділи забезпечені спеціальною медичною технікою на 80 %, санітарною — на 66 %, броньованою санітарною технікою на 45 %.
У січні 2018 року відповідно до спільної Директиви Міністерства оборони України та Генерального штабу ЗС України на базі Центрального військово-медичного управління Збройних Сил України (у підпорядкуванні Генштабу) та Військово-медичного департаменту Міноборони України сформовано, єдиний орган управління медичним забезпеченням — Головне військово-медичне управління. Тимчасово виконувачем обов'язки начальника нового управління призначено полковника м/с Олександра Охонька. З березня того ж року начальником Головного військово-медичного управління — начальником медичної служби Збройних Сил України став полковник м/с Ігор Хоменко.
31 жовтня 2018 року Міноборони України ухвалило рішення про перехід військової медицини держави на стандарти медичного забезпечення військ НАТО.
На літо 2019 р. укомплектованість у військах від загального необхідного штату становить приблизно 60 відсотків лікарів від потреби. В цей же час по госпіталях укомплектованість складає 90-100 відсотків. Про це під час брифінгу розказав начальник медичної служби ЗСУ генерал-майор медичної служби Ігор Хоменко.
Протягом 2014—2019 років, загинуло 89 військових медиків, які пожертвували своє життя заради порятунку своїх побратимів. Серед них медики добровольчих військових формуваннь (УДА та інших), батальйонів тероборони, ПСМОП, Нацгвардії та 60 зі Збройних сил України. У 2014—2018 роках під час бойових дій за незалежність України на Сході нашої держави, рятуючи життя захисників, віддали своє життя 62 військових медика: в 2014 році — загинули 26 медиків, 2015 році — 19, в 2016-му — вісім, в 2017 році — вісім, в 2018-му — один. Ще 192 медика зазнали поранень.

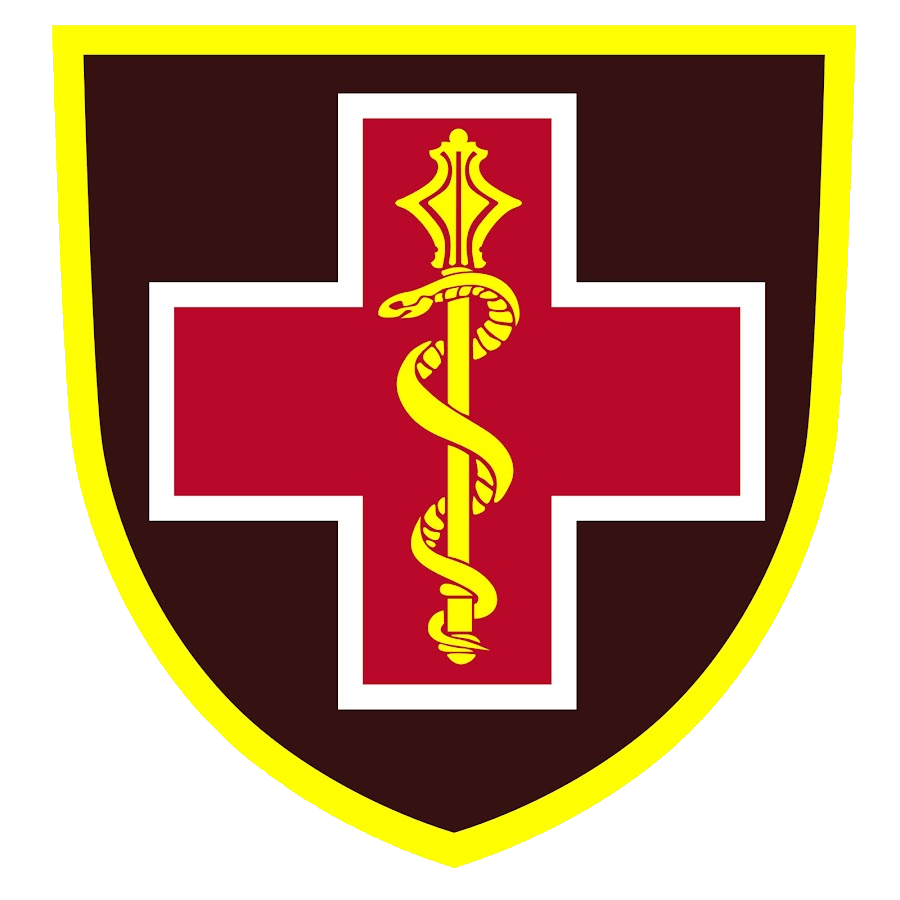
Нарукавний знак командування Медичних сил

У лютому 2020 року, відповідно до реформування військових структур за стандартами та НАТО, Головне військово-медичне управління ЗС України було переформовано у Командування Медичних сил Збройних Сил України. Тепер у підпорядкуванні керівного органу медичної служби ЗС України не лише військові госпіталі, санаторії тощо, а й медична служба військових частин, яка до цього підпорядковувалася командирам військових частин. На 2020 рік у медичній службі нараховувалося близько 22 тисяч осіб і воно було третім за чисельністю в ЗСУ після Сухопутних військ і Повітряних сил. Командувачем Медичних сил перепризначено генерал-майора м/с Ігоря Хоменка.
1 березня 2024 року, Президент України Володимир Зеленський підписав Закон «Про організацію належного рівня медичного забезпечення Збройних Сил України», який надасть Міністерству оборони України повноваження затверджувати для Сил безпеки і оборони протоколи та стандарти надання домедичної та медичної допомоги на основі стандартів НАТО, а також здійснювати нагляд за їхнім дотриманням. Закон має вкрай важливе значення для життєдіяльності Медичних сил Збройних Сил України, в тому числі в ході організації належного рівня медичного забезпечення під час ведення бойових дій.

## Структура
- Командування Медичних сил Збройних Сил України
- Медична служба видів Збройних Сил України:
  - Медична служба Сухопутних військ:
    - Медична служба ОК «Захід»
    - Медична служба ОК «Північ»
    - Медична служба ОК «Південь»
    - Медична служба ОК «Схід»

  - Медична служба Повітряних Сил:
    - Медична служба ПвК «Захід»
    - Медична служба ПвК «Центр»
    - Медична служба ПвК «Південь»
    - Медична служба ПвК «Схід»

  - Медична служба Військово-Морських Сил
  - Медична служба Десантно-штурмових військ
  - Медична служба Сил Спеціальних операцій
- Військово-медичні клінічні центри та госпіталі Міністерства оборони України:
  - Національний військово-медичний клінічний центр «ГВКГ» (м. Київ)
  - Військово-медичний клінічний центр Західного регіону (м. Львів)
  - Військово-медичний клінічний центр Південного регіону (м. Одеса)
  - Військово-медичний клінічний центр Північного регіону (м. Харків)
  - Військово-медичний клінічний центр Східного регіону (м. Дніпро)
  - Військово-медичний клінічний центр Центрального регіону (м. Вінниця)
    - понад 20 військових та гарнізонних військових шпиталів і поліклінік, об'єднаних за територіальною ознакою та підпорядкованих відповідним військово-клінічним центрам, серед яких: 9-й (смт Десна, в/ч А4302), 10-й (м. Хмельницький, в/ч А2339), 68-й (смт Черкаське, в/ч А1615), 376-й (м. Чернівці, в/ч А1028), 387-й (м. Полтава, в/ч А3114), 407-й (м. Чернігів, в/ч А3120), 409-й (м. Житомир, в/ч А1065), 450-й (м. Запоріжжя, в/ч А3309), 498-й (м. Луцьк, в/ч А4554), 762-й (м. Біла Церква, в/ч А3122), 1129-й (м. Рівне, в/ч А1446), 1397-й (м. Мукачеве, в/ч А1047), 1467-й (м. Миколаїв, в/ч А2428).
- Центри медичної реабілітації та санаторного лікування:
  - Центр медичної реабілітації й санаторного лікування «Пуща-Водиця» (в/ч А1931, м. Київ)
  - Центр медичної реабілітації й санаторного лікування «Трускавецький» (в/ч А1700, м. Трускавець)
  - Центр медичної реабілітації й санаторного лікування «Хмільник» (в/ч А1168, м. Хмільник)
- Військово-лікарські комісії:
  - Центральна військово-лікарська комісія
  - Військово-лікарська комісія Західного регіону
  - Військово-лікарська комісія Південного регіону
  - Військово-лікарська комісія Північного регіону
  - Військово-лікарська комісія Східного регіону
  - Військово-лікарська комісія Центрального регіону
- Окремі автосанітарні роти:
  - 7-ма окрема автомобільна санітарна рота (в/ч А1056, м. Хмельницький)
  - 8-ма окрема автомобільна санітарна рота (п/п В2596, м. Полтава)[19]
  - 9-та окрема автомобільна санітарна рота (п/п м. Бердичів)
- Медичні склади:
  - 2 центральних медичних склади: 2160-й (в/ч А1382, смт Маньківка), 4962-й (в/ч А1952, м. Київ);
  - 2 медичних склади: 1314-й (в/ч А1603, с. Балки), 1644-й (в/ч А4619, с. Грушівка);
  - 4 центри формування й зберігання медичної техніки й майна: 148-й (в/ч А0211, м. Біла Церква), 149-й (в/ч А0503, м. Бердичів), 150-й (в/ч А1209, м. Токмак), 151-й (в/ч А2554, с. Терентіївка)
- Служба превентивної медицини МОУ:
  - Санітарно-епідеміологічне управління (в/ч А2417, м. Київ)
  - 10-е регіональне санітарно-епідеміологічне управління (в/ч А0972, м. Київ)
  - 27-е регіональне санітарно-епідеміологічне управління (в/ч А4502, м. Одеса)
    - 37-е територіальне санітарно-епідеміологічне управління (в/ч А4508, м. Дніпро)

  - 28-е регіональне санітарно-епідеміологічне управління (в/ч А4520, м. Львів)
  - 108-е регіональне санітарно-епідеміологічне управління (в/ч А4510, м. Харків)
  - 740-е регіональне санітарно-епідеміологічне управління (в/ч А4516, м. Вінниця)
    - 30-е територіальне санітарно-епідеміологічне управління (в/ч А4522, м. Житомир)
- Військові мобільні госпіталі:
  - 59-й військовий мобільний госпіталь (в/ч А0206, м. Вінниця)
  - 61-й військовий мобільний госпіталь (в/ч А0318, м. Одеса)
  - 65-й військовий мобільний госпіталь (в/ч А0209, м. Харків)
  - 66-й військовий мобільний госпіталь (в/ч А0233, м. Львів)
  - 71-й військовий мобільний госпіталь (в/ч А0358, м. Київ)
- Медичні служби військових частин, кораблів, вищих військових навчальних закладів;
- Медичні роти;
- Медичні пункти;
- Українська військово-медична академія та кафедри медицини катастроф і військової медицини:
  - Кафедра медицини катастроф і військової медицини ЗДМУ (м. Запоріжжя)
  - Кафедра медицини катастроф і військової медицини ХНМУ (м. Харків)
  - Кафедра медицини катастроф і військової медицини (Львівський національний медичний університет імені Данила Галицького)
  - Кафедра медицини катастроф і військової медицини ТНМУ (м. Тернопіль)
  - Науково-дослідний інститут проблем військової медицини (НДІ ПВМ, в/ч А1200, м. Ірпінь)
- Навчальний центр тактичної медицини.

### Розформовані
- 8-й аеромобільний військовий госпіталь (в/ч А0502, м. Болград);[20]
- 14-й військово-морський інфекційний госпіталь (м. Севастополь);
- 55-й морський військовий госпіталь (м. Севастополь);
- 57-й військовий мобільний госпіталь (м. Севастополь);
- 113-й військовий госпіталь (смт. Делятин);
- 231-й військовий госпіталь (в/ч А1071, м. Славута);[21]
- 386-й військовий госпіталь (в/ч А4614, м. Сімферополь);[22][23]
- 412-й військовий госпіталь (в/ч А1063, м. Звягель);[24][25]
- 459-й військовий госпіталь (м. Ковель);[26]
- 540-й центральний військово-морський госпіталь (в/ч А1716, м. Севастополь);
- 612-й військовий госпіталь (в/ч А1505, м. Кременчук);[27][28]
- 747-й військовий госпіталь (м. Бердянськ);
- 985-й військовий госпіталь (м. Білгород-Дністровський);[29]
- 1059-й військовий госпіталь (м. Кропивницький);
- 1121-й військовий госпіталь (в/ч 14433, м. Івано-Франківськ);[30]
- 1422-й військовий госпіталь (м. Самбір);[31]
- 1436-й військовий госпіталь (в/ч А3387, м. Балта);[32]
- 1461-й військовий госпіталь (в/ч А1955, смт. Макарів);
- 1464-й військовий госпіталь (в/ч 21413, м. Первомайськ);
- 1579-й військово-морський госпіталь (смт. Новоозерне);
- 1910-й військовий госпіталь (м. Броди);
- 1992-й військовий госпіталь (м. Лебедин)

| |  |  |
| В 2024 році Національний банк України випустив обігову пам’ятну монету "Медичні сили Збройних Сил України" |  |  |

## Керівництво
Керівництво медичною службою Збройних сил України за увесь час здійснювали різні головні органи управління, їх очолювали наступні начальники та директори :
- 1992—1993: генерал-майор медичної служби Циганок Георгій Васильович — начальник УМЗ Тилу ЗС України, згодом ВМУ штабу Тилу ЗС України[36][37]
- 1993—1994: генерал-майор медичної служби Лурін Анатолій Григорович — начальник ЦВМУ Тилу ЗС України[38]
- 1994—2003: генерал-лейтенант медичної служби Білий Володимир Якович — начальник ГВМУ ГШ ЗС України[39][40]
- 2003—2006: працівник ЗСУ Юрченко Володимир Дмитрович — директор ДОЗ МО України[41]
- 2006—2008: генерал-майор медичної служби Мельник Петро Степанович — директор ДОЗ МО України[42]
- 2009: генерал-майор медичної служби Сирота Петро Савелійович — директор ДОЗ МО України[43]
- 2009—2010: полковник медичної служби Петрук Сергій Олександрович — директор ВМД МО України[44]
- 2010: полковник медичної служби Жаховський Віктор Олександрович — тво директора ВМД МО України[45]
- 2010—2012: полковник медичної служби Камалов Рафік Ханафійович — директор ВМД МО України[46]
- 2012: полковник медичної служби Жаховський Віктор Олександрович — тво директора ВМД МО України[45]
- 2012: працівник ЗСУ Рожков Геннадій Станіславович — тво директора ВМД МО України
- 2011—2012: полковник медичної служби Андронатій Віталій Борисович — начальник ЦВМУ ЗС України[47]
- 2013: полковник медичної служби Данильчук Ігор Афанасійович — директор ВМД МО України

* 2013—2015: полковник медичної служби Клівенко Юрій Федорович — начальник ЦВМУ ЗС України
- 2015—2017: полковник медичної служби Хорошун Едуард Миколайович — начальник ЦВМУ ЗС України
- 2015—2018: генерал-майор медичної служби Верба Андрій В'ячеславович — директор ВМД МО України
- 2018: полковник медичної служби Охонько Олександр Васильович — тво начальника ГВМУ ЗС України[48]
- 2018—2020: генерал-майор медичної служби Хоменко Ігор Петрович — начальник ГВМУ ЗС України[14][16]
- 2020—2021: полковник медичної служби Халік Сергій Вікторович
- 2021: полковник медичної служби Галушка Андрій Миколайович
- 2021—2023: генерал-майор медичної служби Остащенко Тетяна Миколаївна[49][50]
- з 2023: генерал-майор медичної служби Казмірчук Анатолій Петрович[51]